# مقص تقليم الأشجار

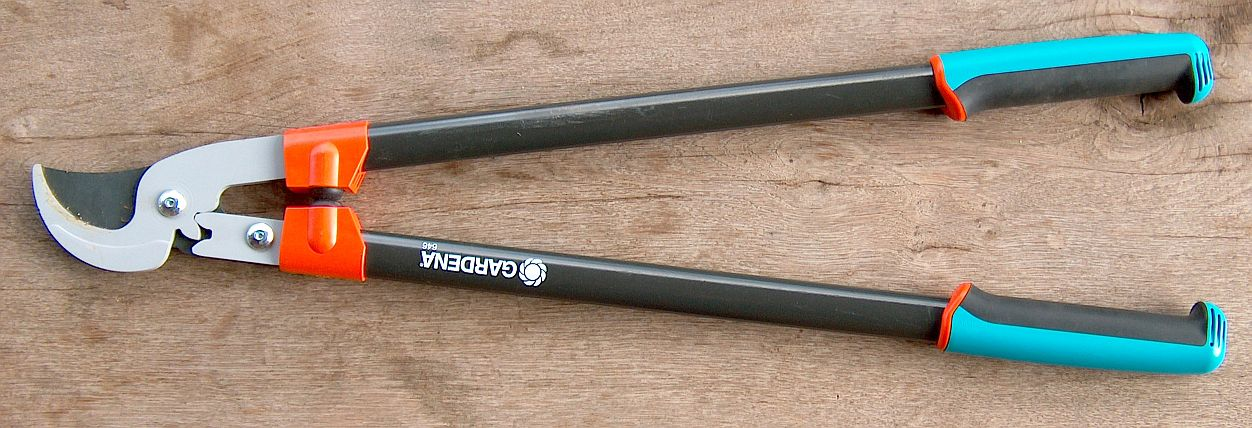
مقص تشذيب ملتف بشفراتٍ مزدوجة منحنية

مقصات تقليم الأشجار هو نوع من المقصات تستخدم في تقليم الأغصان والفروع الصغيرة. وهو أكبر أنواع أدوات تشذيب الحدائق اليدوية. وعادةً ما يتم استخدام مقصات التشذيب باليدين عن طريق مقابض يبلغ طولها حوالي 65 سنتيمتر (26 بوصة) لتوفر فعالية جيدة. والبعض منها له مقابض تلسكوبية يمكن تمديدها إلى طول مترين، لتُزيد من العزمِ وللوصول إلى الأغصانِ العليا للشجرة.
ومن الممكن استخدام كلمة مقص التشذيب بالمفرد أو الجمع، لتعطي نفس المعنى. وفي حالة الجمع، تكون زوجًا من المقصات، ويتم استخدامها عادةً في الحديث وبشكلٍ أقل في الكتابة. واسم الأداة مستمد من الفعل «يقص» (to lop)، بمعني قص الفروع أو الأغصان، وهو بالتالي مستمد من اسم له نفس الصيغة: «القَصة» (a lop) وهي فترة أو جلسة قص الفروع. وقد ظهر الاسم والفعل أولاً في الإنجليزية الوسطى، وليس لهما سوابق أو كلمات مشتركة معروفة في اللغات الأخرى.
الفرق الرئيسي بين مقصات التشذيب هو في الأنواع، الملتف أوالسندان. وتعمل مقصات التشذيب الملتفة مثل المقصات العادية، بشفرتين حادتين يلتفان حين يقفل المقص. ومن الممكن أن تكون شفرات مقصات التشذيب الملتفة مستقيمة، أو منحنية، أو واحدة منحنية والأخرى مستقيمة. ولمقص التشذيب السندان شفرة واحدة حادة، بحافةٍ مستقيمة، تُقفل مقابل حافة مسطحة، تكون عادةً مصنوعة من معدن لين أكثر من الشفرة.
ولمقص التشذيب السندان مساوئ وهي: الميل إلى السحق بدلاً من القص، وأحيانًا يترك جرحًا غير نظيف وأكثر عُرضَة للالتهاب. وميزته الرئيسية في القوة النسبية، وكونه أقل عرضة للانحشارِ عند استخدامه لقص الموادِ الليفية. ويمكن أحيانًا للفروع الصلبة أو المرنة للغاية، أن تجعل مقص التشذيب الملتف ينحرف، مما يجعل المواد تنحشر بين الشفرات، أو قد تُبعِد الشفرات عن بعضها البعض، مما قد يشكل خطرًا على الأداةِ والعامل.
ويكون لمقصات التشذيب بنوعيها مسمار تعديل بارز، بـنقطة إرتكاز يمكن استخدامه لشد الشفرات عند تراخيها من كثرةِ الاستعمال. وفي مقصات التشذيب الملفتة، يكون مسمار التعديل مفيدًا في تخليص المواد المحشورة بين الشفرات. وعادةً ما يكون لمقصات تشذيب السندان مسمار لتعديل أو فصل الصفيحة، حتى يصبح من الممكن تعديل مكانها لتعويض التالف منها، أو تبديل الصفيحة كليًا.
وتُستخدم مقصات التشذيب عامةً في تقليم فروع الأشجار التي يكون قُطرها أقل من 5 سنتيمتر (2 بوصة). وبعض من المقصات الجديدة لها محركات جزيئية مما يسمح لها بزيادة القوة في منطقة القطع.